# Diplogeomyza tasmanica
Diplogeomyza tasmanica är en tvåvingeart som beskrevs av Mcalpine 1967. Diplogeomyza tasmanica ingår i släktet Diplogeomyza och familjen myllflugor.
Artens utbredningsområde är Tasmanien. Inga underarter finns listade i Catalogue of Life.